# Lo âu

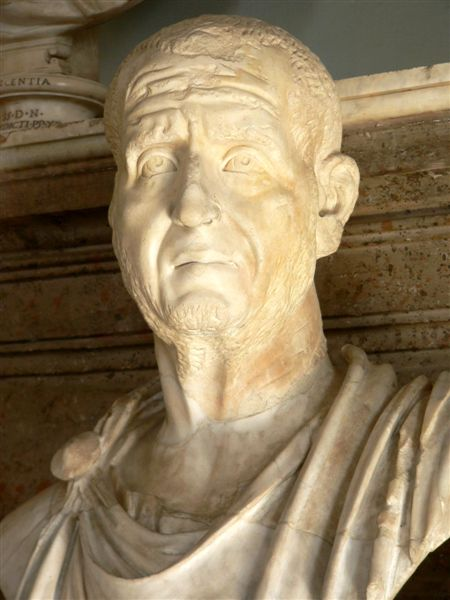
Một bức tượng bán thân bằng đá cẩm thạch của Hoàng đế La Mã hoàng đế Decius từ Bảo tàng Capitoline. Bức chân dung này "chuyển tải ấn tượng của sự lo lắng và mệt mỏi, như của một người đàn ông đang phải gánh vác trách nhiệm nặng nề như kim loại."

Lo âu hay lo là một trạng thái tâm lý và sinh lý đặc trưng bởi các yếu tố về cơ thể, cảm xúc, nhận thức, và hành vi. Đó là cảm giác gây ra bởi sợ hãi và phiền muộn. Cả khi bị hay không bị căng thẳng về tâm lý thì lo âu cũng tạo ra cảm giác sợ hãi, lo lắng, không thoải mái. Lo âu được xem là phản ứng bình thường đối với tác nhân gây stress. Lo âu quá mức có thể là dấu hiệu của rối loạn lo âu..
Có nhiều dạng lo khác nhau chút ít về hình thức như lo sợ (anxiety), lo phiền, lo âu (worry), lo buồn, lo lắng (angst), lo nghĩ...